# Borealonectes russelli
Il borealonecte (Borealonectes russelli) è un rettile marino estinto, appartenente ai plesiosauri. Visse nel Giurassico medio (Calloviano, circa 165 milioni di anni fa) e i suoi resti fossili sono stati ritrovati in Nordamerica (Canada). È il primo rettile marino ben conosciuto dall'Artico canadese.

## Descrizione
Questo rettile marino è conosciuto per un cranio, alcune vertebre cervicali e una zampa anteriore destra. I resti hanno permesso di ricostruire un tipico rappresentante dei plesiosauri a collo corto (pliosauri), dotato di una testa relativamente lunga e terminante in un rostro arrotondato. Le zampe, come in tutti i plesiosauri, erano trasformate in strutture simili a pagaie, mentre il corpo doveva essere appiattito. Rispetto ad altre forme simili (come Rhomaleosaurus), Borealonectes è caratterizzato da alcune caratteristiche uniche, tra cui le ossa prefrontali di grandi dimensioni. 

## Classificazione
Borealonectes è stato descritto per la prima volta nel 2008, sulla base di resti provenienti dalla formazione Hiccles Cove nell'isola di Melville (Arcipelago artico canadese). Questo animale è stato ascritto ai romaleosauridi, un gruppo di plesiosauri dal collo relativamente corto e dalla testa allungata, tra i primi rappresentanti del gruppo (forse parafiletico) dei pliosauroidi. Borealonectes mostra una combinazione di caratteri primitivi e derivati, come l'assenza di un foro dorsomediano sul palato e la presenza di un asse dritto sull'omero. 

## Importanza paleogeografica
I fossili di Borealonectes (il cui nome significa "nuotatore boreale") suggeriscono una distribuzione molto vasta dei romaleosauridi; fino alla scoperta di questo animale, infatti, erano stati ritrovati principalmente in Europa e (forse) in Sudamerica. Borealonectes è anche uno dei più antichi plesiosauri noti nel continente nordamericano.